# دیوید آرمسترانگ جونز
دیوید آرمسترانگ جونز، دومین ارل اسنودن (انگلیسی: David Armstrong-Jones, 2nd Earl of Snowdon) پسر شاهدخت مارگارت است.